# Le Bouddha
Le Bouddha est un tableau réalisé par l'artiste français Odilon Redon entre 1906 et 1907. De format vertical, ce dessin au pastel sur papier beige représente Bouddha en pied à côté de fleurs et d'un arbre. Entrée dans les collections publiques en 1971, l'œuvre est conservée au musée du Louvre jusqu'en 1986, et depuis cette date au musée d'Orsay, également à Paris.